# Amor Prohibido
Amor Prohibio đã được phát hành vào năm 1994 từ Selena ca sĩ trễ. Album này được đặc trưng bằng cả tiếng Anh và tiếng Tây Ban Nha. Album này được sản xuất bốn # 1 đơn và một album tiếng Tây Ban Nha chỉ bởi một người phụ nữ làm như vậy. Album này vẫn là một trong những album bán chạy latin lớn nhất mọi thời đại.

## Bài hát trong album
1. Amor Prohibido
2. No Me Queda Mas
3. Cobarde
4. Fotos y Recuerdos
5. El Chico Del Apartamento 512
6. Bidi Bidi Bom Bom
7. Techno Cumbia
8. Tus Desprecios
9. Si Una Vez
10. Ya No